# Naenaria nigrocoerulea
Naenaria nigrocoerulea är en stekelart som först beskrevs av Cameron 1905.  Naenaria nigrocoerulea ingår i släktet Naenaria och familjen brokparasitsteklar. Inga underarter finns listade i Catalogue of Life.